# 14.ª etapa do Giro d'Italia de 2022
A 14.ª etapa do Giro d'Italia de 2022 teve lugar a 21 de maio de 2022 entre Santena e Turim sobre um percurso de 147 km. O vencedor foi o britânico Simon Yates da equipa BikeExchange-Jayco e o equatoriano Richard Carapaz do Ineos Grenadiers converteu-se no novo líder da prova.

## Classificação da etapa
| Santena - Turim | etapa escarpada | (147 km) |

| \| Classificação por etapas \| Classificação por etapas \| Classificação por etapas \| Classificação por etapas \| Classificação por etapas \| \| Ciclista \| Ciclista \| Equipe \| Tempo \| \| \| ------------------------ \| ------------------------ \| ---------------------------------- \| ------------------------ \| ------------------------ \| \| 1. \| Simon Yates \| BikeExchange-Jayco \| 3h43m44s \| \| \| 2. \| Jai Hindley \| Bora-Hansgrohe \| + 15s \| \| \| 3. \| Richard Carapaz \| Ineos Grenadiers \| + 15s \| \| \| 4. \| Vincenzo Nibali \| Astana Qazaqstan Team \| + 15s \| \| \| 5. \| Domenico Pozzovivo \| Intermarché-Wanty-Gobert Matériaux \| + 28s \| \| \| 6. \| João Almeida \| UAE Team Emirates \| + 39s \| \| \| 7. \| Mikel Landa \| Bahrain Victorious \| + 51s \| \| \| 8. \| Pello Bilbao \| Bahrain Victorious \| + 51s \| \| \| 9. \| Emanuel Buchmann \| Bora-Hansgrohe \| + 1m10s \| \| \| 10. \| Juan Pedro López \| Trek-Segafredo \| + 4m25s \| \| |                    |                                    |          |
| |                    |                                    |          |
| Fonte: ProCyclingStats |                    |                                    |          |
| Classificação por etapas |                    |                                    |          |
| Ciclista | Ciclista           | Equipe                             | Tempo    |
| 1. | Simon Yates        | BikeExchange-Jayco                 | 3h43m44s |
| 2. | Jai Hindley        | Bora-Hansgrohe                     | + 15s    |
| 3. | Richard Carapaz    | Ineos Grenadiers                   | + 15s    |
| 4. | Vincenzo Nibali    | Astana Qazaqstan Team              | + 15s    |
| 5. | Domenico Pozzovivo | Intermarché-Wanty-Gobert Matériaux | + 28s    |
| 6. | João Almeida       | UAE Team Emirates                  | + 39s    |
| 7. | Mikel Landa        | Bahrain Victorious                 | + 51s    |
| 8. | Pello Bilbao       | Bahrain Victorious                 | + 51s    |
| 9. | Emanuel Buchmann   | Bora-Hansgrohe                     | + 1m10s  |
| 10. | Juan Pedro López   | Trek-Segafredo                     | + 4m25s  |

## Classificações ao final da etapa

### Classificação geral(Maglia Rosa)
| \| Classificação geral \| Classificação geral \| Classificação geral \| Classificação geral \| Classificação geral \| \| Ciclista \| Ciclista \| Equipe \| Tempo \| \| \| ------------------- \| ------------------- \| ---------------------------------- \| ------------------- \| ------------------- \| \| 1. \| Richard Carapaz \| Ineos Grenadiers \| 58h21m28s \| \| \| 2. \| Jai Hindley \| Bora-Hansgrohe \| + 7s \| \| \| 3. \| João Almeida \| UAE Team Emirates \| + 30s \| \| \| 4. \| Mikel Landa \| Bahrain Victorious \| + 59s \| \| \| 5. \| Domenico Pozzovivo \| Intermarché-Wanty-Gobert Matériaux \| + 1m01s \| \| \| 6. \| Pello Bilbao \| Bahrain Victorious \| + 1m52s \| \| \| 7. \| Emanuel Buchmann \| Bora-Hansgrohe \| + 1m58s \| \| \| 8. \| Vincenzo Nibali \| Astana Qazaqstan Team \| + 2m58s \| \| \| 9. \| Juan Pedro López \| Trek-Segafredo \| + 4m04s \| \| \| 10. \| Alejandro Valverde \| Movistar Team \| + 9m06s \| \| |                    |                                    |           |
| |                    |                                    |           |
| Fonte: ProCyclingStats |                    |                                    |           |
| Classificação geral |                    |                                    |           |
| Ciclista | Ciclista           | Equipe                             | Tempo     |
| 1. | Richard Carapaz    | Ineos Grenadiers                   | 58h21m28s |
| 2. | Jai Hindley        | Bora-Hansgrohe                     | + 7s      |
| 3. | João Almeida       | UAE Team Emirates                  | + 30s     |
| 4. | Mikel Landa        | Bahrain Victorious                 | + 59s     |
| 5. | Domenico Pozzovivo | Intermarché-Wanty-Gobert Matériaux | + 1m01s   |
| 6. | Pello Bilbao       | Bahrain Victorious                 | + 1m52s   |
| 7. | Emanuel Buchmann   | Bora-Hansgrohe                     | + 1m58s   |
| 8. | Vincenzo Nibali    | Astana Qazaqstan Team              | + 2m58s   |
| 9. | Juan Pedro López   | Trek-Segafredo                     | + 4m04s   |
| 10. | Alejandro Valverde | Movistar Team                      | + 9m06s   |

### Classificação por pontos(Maglia Ciclamino)
| Classificação por pontos | Classificação por pontos | Classificação por pontos        | Classificação por pontos | Classificação por pontos |
| Ciclista                 | Ciclista                 | Equipe                          | Pontos                   |                          |
| ------------------------ | ------------------------ | ------------------------------- | ------------------------ | ------------------------ |
| 1.                       | Arnaud Démare            | Groupama-FDJ                    | 238 pts                  |                          |
| 2.                       | Mark Cavendish           | Quick-Step Alpha Vinyl          | 121 pts                  |                          |
| 3.                       | Fernando Gaviria         | UAE Team Emirates               | 117 pts                  |                          |
| 4.                       | Mathieu van der Poel     | Alpecin-Fenix                   | 90 pts                   |                          |
| 5.                       | Alberto Dainese          | Team DSM                        | 81 pts                   |                          |
| 6.                       | Phil Bauhaus             | Bahrain Victorious              | 72 pts                   |                          |
| 7.                       | Filippo Tagliani         | Drone Hopper-Androni Giocattoli | 70 pts                   |                          |
| 8.                       | Simone Consonni          | Cofidis                         | 67 pts                   |                          |
| 9.                       | Thomas De Gendt          | Lotto-Soudal                    | 53 pts                   |                          |
| 10.                      | Richard Carapaz          | Ineos Grenadiers                | 42 pts                   |                          |

### Classificação da montanha(Maglia Azzurra)
| Classificação da montanha | Classificação da montanha | Classificação da montanha       | Classificação da montanha | Classificação da montanha |
| Ciclista                  | Ciclista                  | Equipe                          | Pontos                    |                           |
| ------------------------- | ------------------------- | ------------------------------- | ------------------------- | ------------------------- |
| 1.                        | Diego Rosa                | Eolo-Kometa                     | 92 pts                    |                           |
| 2.                        | Koen Bouwman              | Jumbo-Visma                     | 69 pts                    |                           |
| 3.                        | Jai Hindley               | Bora-Hansgrohe                  | 62 pts                    |                           |
| 4.                        | Richard Carapaz           | Ineos Grenadiers                | 56 pts                    |                           |
| 5.                        | Lennard Kämna             | Bora-Hansgrohe                  | 43 pts                    |                           |
| 6.                        | Wilco Kelderman           | Bora-Hansgrohe                  | 36 pts                    |                           |
| 7.                        | Bauke Mollema             | Trek-Segafredo                  | 30 pts                    |                           |
| 8.                        | Wout Poels                | Bahrain Victorious              | 27 pts                    |                           |
| 9.                        | Natnael Tesfatsion        | Drone Hopper-Androni Giocattoli | 26 pts                    |                           |
| 10.                       | Davide Formolo            | UAE Team Emirates               | 25 pts                    |                           |

### Classificação dos jovens(Maglia Bianca)
| Classificação dos jovens | Classificação dos jovens | Classificação dos jovens | Classificação dos jovens | Classificação dos jovens |
| Ciclista                 | Ciclista                 | Equipe                   | Tempo                    |                          |
| ------------------------ | ------------------------ | ------------------------ | ------------------------ | ------------------------ |
| 1.                       | João Almeida             | UAE Team Emirates        | 58h21m58s                |                          |
| 2.                       | Juan Pedro López         | Trek-Segafredo           | + 3m34s                  |                          |
| 3.                       | Thymen Arensman          | Team DSM                 | + 11m17s                 |                          |
| 4.                       | Santiago Buitrago        | Bahrain Victorious       | + 22m15s                 |                          |
| 5.                       | Pavel Sivakov            | Ineos Grenadiers         | + 25m07s                 |                          |
| 6.                       | Iván Ramiro Sosa         | Movistar Team            | + 33m35s                 |                          |
| 7.                       | Luca Covili              | Bardiani CSF Faizanè     | + 37m36s                 |                          |
| 8.                       | Mauri Vansevenant        | Quick-Step Alpha Vinyl   | + 39m40s                 |                          |
| 9.                       | Tobias Foss              | Jumbo-Visma              | + 52m56s                 |                          |
| 10.                      | Vadim Pronskiy           | Astana Qazaqstan Team    | + 53m21s                 |                          |

### Classificação por equipas"Super team"
| Classificação por equipes | Classificação por equipes          | Classificação por equipes | Classificação por equipes |
| Equipe                    | Equipe                             | Tempo                     |                           |
| ------------------------- | ---------------------------------- | ------------------------- | ------------------------- |
| 1.                        | Bora-Hansgrohe                     | 175h07m44s                |                           |
| 2.                        | Bahrain Victorious                 | + 7m19s                   |                           |
| 3.                        | Intermarché-Wanty-Gobert Matériaux | + 8m05s                   |                           |
| 4.                        | Trek-Segafredo                     | + 39m02s                  |                           |
| 5.                        | Ineos Grenadiers                   | + 48m48s                  |                           |
| 6.                        | Astana Qazaqstan Team              | + 1h00m26s                |                           |
| 7.                        | Jumbo-Visma                        | + 1h05m23s                |                           |
| 8.                        | UAE Team Emirates                  | + 1h06m34s                |                           |
| 9.                        | BikeExchange-Jayco                 | + 1h13m07s                |                           |
| 10.                       | Movistar Team                      | + 1h16m03s                |                           |

## Abandonos
- Giacomo Nizzolo (Israel-Premier Tech) não tomou a saída.
- Cees Bol (Team DSM) não tomou a saída.
- Alexander Krieger (Alpecin-Fenix) não tomou a saída.
- Tom Dumoulin (Jumbo-Visma) não completou a etapa depois de levar vários dias com problemas físicos.[2]